# Oreoderus pseudohumeralis
Oreoderus pseudohumeralis är en skalbaggsart som beskrevs av Ricchiardi 2000. Oreoderus pseudohumeralis ingår i släktet Oreoderus och familjen Cetoniidae. Inga underarter finns listade i Catalogue of Life.